# پاپیل اول

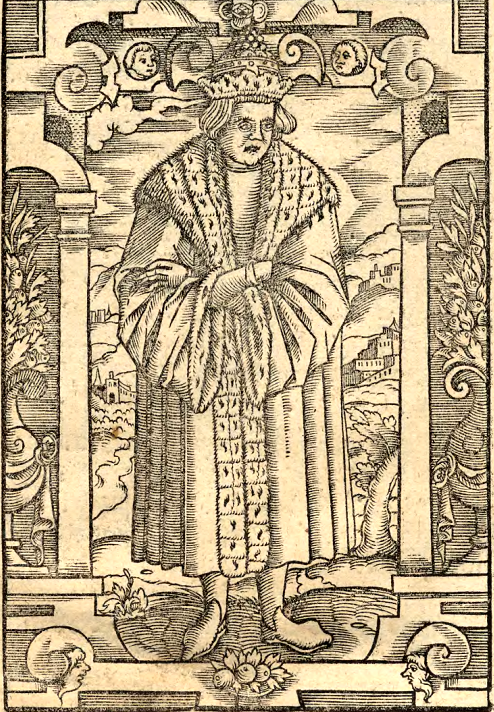
تصویری از پاپیل اول

پاپیل اول از اعضا دودمان Popielidzi و یکی از پادشاهان افسانه‌ای لهستان است. به گواه افسانه‌ها او پسر لسکو سوم و پدر پاپیل دوم است.